# Magyar kormányfők házastársainak listája
| Kormányfő házastársa           | Kormányfő              | Megjegyzés |
| ------------------------------ | ---------------------- | --- |
| Zichy Antónia                  | Batthyány Lajos        | |
| Meszlényi Terézia              | Kossuth Lajos          | |
| Jurkovich Leopoldina           | Szemere Bertalan       | |
| Kendeffy Katalin               | Andrássy Gyula         | |
| Kappel Emília                  | Lónyay Menyhért        | |
| Nincs                          | Szlávy József          | Szlávy nem nősült meg                                                                                                |
| Bittó Irma                     | Bittó István           | Egy másik Bittó család sarja                                                                                         |
| Nincs                          | Wenckheim Béla         | Wenckheim nem nősült meg                                                                                             |
| Degenfeld-Schonburg Ilona      | Tisza Kálmán           | |
| Festetics Karolina             | Szapáry Gyula          | |
| Molnár Gizella                 | Wekerle Sándor         | |
| Máthé Ilona                    | Bánffy Dezső           | Első felesége: Kemény Mária                                                                                          |
| Vörösmarty Ilona               | Széll Kálmán           | |
| Teleki Margit                  | Khuen-Héderváry Károly | |
| Tisza Ilona                    | Tisza István           | Elsőfokú unokatestvérek                                                                                              |
| Biedermann Sarolta             | Fejérváry Géza         | |
| Molnár Gizella                 | Wekerle Sándor         | |
| Teleki Margit                  | Khuen-Héderváry Károly | |
| Freyenfeld Róza                | Lukács László          | |
| Tisza Ilona                    | Tisza István           | |
| Károlyi Margit                 | Esterházy Móric        | |
| Molnár Gizella                 | Wekerle Sándor         | |
| Zichy Alexandra                | Hadik János            | |
| Andrássy Katinka               | Károlyi Mihály         | |
| kisjókai Takács Mária          | Berinkey Dénes         | |
| Pötördi Zsófia                 | Garbai Sándor          | |
|                                | Peidl Gyula            | |
| Asbóth Margit                  | Friedrich István       | |
| Mezviczky Ilona                | Huszár Károly          | |
| Nincs                          | Simonyi-Semadam Sándor | Simonyi-Semadam felesége, Kovács Szidónia 1911-ben meghalt                                                           |
| Bissingen-Nippenburg Johanna   | Teleki Pál             | |
| Bethlen Margit                 | Bethlen István         | Unokatestvére |
| Károlyi Ermelinde              | Károlyi Gyula          | |
| Szilágyi Erzsébet, horogszeghi | Gömbös Gyula           | Második felesége, elhunyt 1934-ben                                                                                   |
| Greta Reichert                 | Gömbös Gyula           | Harmadik felesége. Egyben első felesége is, akitől korábban elvált, majd második felesége halála után ismét elvette. |
| Szemere Márta                  | Darányi Kálmán         | 1923-tól |
| Nelky Irén                     | Imrédy Béla            | |
| Bissingen-Nippenburg Johanna   | Teleki Pál             | |
| Belatini Braun Marietta        | Bárdossy László        | Szilágyi Erzsébet, Gömbös Gyula második feleségének féltestvére.                                                     |
| Kállay Helén                   | Kállay Miklós          | Kállay Tibor húga |
| Landgráf Jozefa                | Sztójay Döme           | |
| Szomjas Lujza                  | Lakatos Géza           | |
| Lutz Gizella                   | Szálasi Ferenc         | |
| Csákány Éva                    | Miklós Béla            | |
| Gyenis Erzsébet                | Tildy Zoltán           | |
| Balogh Júlia                   | Nagy Ferenc            | |
| Hegedűs Katalin                | Dinnyés Lajos          | |
| Száller Erzsébet               | Dobi István            | |
| Feodora Fjodorovna Kornyilova  | Rákosi Mátyás          | |
| Égető Mária                    | Nagy Imre              | |
| Hölzel Zsuzsanna               | Hegedüs András         | |
| Égető Mária                    | Nagy Imre              | |
| Tamáska Mária                  | Kádár János            | |
| Berényi Etelka                 | Münnich Ferenc         | |
| Tamáska Mária                  | Kádár János            | |
| ? (1957-től)                   | Kállai Gyula           | Második felesége. Forrás lehet: K. Gy.: Megkésett börtönnapló. Kossuth, Budapest, 1987.                              |
| Sztankó Judit                  | Fock Jenő              | |
| Lázár Györgyné                 | Lázár György           | Hivatalos útjaira mindig elkísérte férjét.                                                                           |
| Grósz Károlyné                 | Grósz Károly           | 1989. július 16-án hunyt el                                                                                          |
| Szilágyi Erzsébet              | Németh Miklós          | |
| Fülepp Klára                   | Antall József          | |
| Papp Ilona                     | Boross Péter           | |
| Király Anna                    | Horn Gyula             | |
| Lévai Anikó                    | Orbán Viktor           | |
| Csaplár Katalin                | Medgyessy Péter        | |
| Dobrev Klára                   | Gyurcsány Ferenc       | |
| Izsák Andrea                   | Bajnai Gordon          | Különéltek, de nem váltak el                                                                                         |
| Lévai Anikó                    | Orbán Viktor           | |